# 북경어언대 사이버대학교
북경어언대 사이버대학교는 2000년 중국교육부의 비준을 받아 본과 4년제 정규학사학위 과정인 한어언학 전공의 온라인 학습과정을 개설하였다. 북경어언대학 현지 유학생의 교수방식을 정보통시기술을 활용하여 온라인 수강을 통해 어학입문부터 해당 전공과목을 학습할 수 있도록 온라인 학사시스템이다.

## 설치 학부
한어언학과로 중국어교육을 중점으로 한 사이버대학교